# Philippe-Sirice Bridel

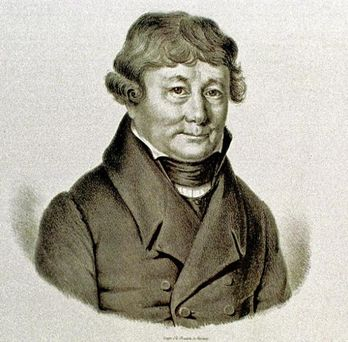
Dekan Bridel

Philippe-Sirice Bridel, bekannt als Doyen Bridel beziehungsweise Dekan Bridel (auch Philippe Cyriaque Bridel; * 20. November 1757 in Begnins; † 20. Mai 1845 in Montreux), war ein Schweizer Autor, Heimat- und Naturforscher sowie reformierter Geistlicher.

## Leben
Bridel studierte Theologie an der Akademie Lausanne und schloss das Studium 1781 ab. Er hatte zunächst eine Stellung in Prilly und wurde 1786 Pfarrer an der Französischen Kirche in Basel. In Basel hielt er 1792 eine Rede zum Tuileriensturm und zu den beteiligten Schweizergardisten, deren Druck zwar verboten wurde, die sich aber dennoch im In- und Ausland verbreitete und 1793 im Revolutionsalmanach von Göttingen gedruckt wurde. In Basel verblieb er bis 1796, anschliessend war er bis 1805 Pfarrer in Château-d’Oex und schliesslich bis zu seinem Tod in Montreux.
Bridel war in der Zeit von 1811 bis 1814 Dekan des Kapitels Lausanne-Vevey, eine Stellung, die ihm den Namen Dekan Bridel/Doyen Bridel einbrachte, unter dem er bekannt wurde und unter dem bisweilen seine Werke gedruckt wurden. Er hatte einen Hang zur Poesie und Prosa. Ausserdem beschäftigte er sich mit Folklore, Volksbräuchen, der Geographie und Botanik seiner Heimat, Naturwissenschaften und Demographie, letzteres insbesondere nach der Volkszählung 1798. Zudem hat er mit seinem postum veröffentlichten Wörterbuch einen Beitrag zur Sprachwissenschaft geleistet.
Der Bryologe, Dichter und Bibliothekar Samuel Élisée von Bridel sowie der reformierte Geistliche, Theologe und Hochschullehrer Jean-Louis Bridel waren seine Brüder.

## Werke (Auswahl)
- Mélanges Helvétiques. 3 Bände. Vincent, Lausanne 1787–1793.
- Reise durch einige der romantischsten Gegenden der Schweiz: Nebst einer Charte. Ettinger, Gotha 1789.
- mit Jean-Louis Bridel: Kleine Fußreisen durch die Schweiz. 2 Bände. Orell, Füßli und Co., Zürich 1811.
- Conservateur suisse. 13 Bände. 1813–1831.
- Essai statistique sur le Canton de Vaud. Zürich 1815.
- Glossaire du patois de la Suisse romande. Bridel, Lausanne 1866, postum herausgegeben von Louis Favrat (1827–1893).